# 大相撲いぶし銀列伝
『大相撲いぶし銀列伝』（おおずもう いぶしぎん れつでん）はフジテレビONE（スポーツ・バラエティー）で2015年4月より随時放送する大相撲のアーカイブ番組である。原則として、大相撲の本場所が行われない偶数月に新作を放送している。

## 概要
番組では「記録に残る力士」の脇で、余り大きくは取り上げることはなかったが、それでも「記憶に残る力士」、いわゆる「いぶし銀」と呼ばれた力士に毎回1人注目し、その力士の名勝負を「わが心の熱戦10番」と題して取り上げ、存命者については相撲通で知られるやくみつるが聞き手役となって、インタビューを行い乍ら、その力士の人柄・相撲人生観について深く掘り下げる。
また番組中盤には「相撲好きアイドル」として知られる女優の山根千佳による「中入りの時間」と題した相撲雑学を披露するコーナーを交える。山根は第19話を以って番組を卒業し、後任はフジテレビアナウンサーの内田嶺衣奈が務めている。ナレーターは塙宣之（ナイツ）。
第1回はノースポンサーだったが、2回目の放送から、石井食品株式会社が協賛スポンサーに就いた。石井食品は大鵬幸喜の夫人がプロデュースした 「大鵬直伝ちゃんこ鍋スープ」 を通販している縁で番組を協賛することになった。
2016年、衛星放送協会主催の「オリジナル番組アワード」においてグランプリと最優秀作品の2冠を受賞した。

## 出演者
- 聞き手 やくみつる
- 中入りの時間担当
- 山根千佳（第1話～第19話）
- 内田嶺衣奈（フジテレビアナウンサー）

（第20話～）
- ナレーター
- 塙宣之（ナイツ）

## ゲスト
- 阿炎（#1）
- 20代千田川（元小結・闘牙）(#2)
- 西村安土（元床山・床安）（#3）
- 14代玉ノ井（元大関・2代栃東）（#4）
- 天龍源一郎（元幕内・天龍）(#5)
- 4代大島（元関脇・旭天鵬）（#6）
- 栃煌山（#8。当時は現役）
- 旭日松（#9。当時は現役）
- 19代朝日山（元関脇・2代琴錦）（#10）
- 13代東関（元幕内・潮丸）（#11）
- 輝、竜電（#12）
- 13代中村（元関脇・嘉風）（#13・#37。#13当時は現役）
- 谷沢健一（#14）
- 10代甲山（元幕内・大碇）（#15）
- 阿武咲(♯16)
- 渡辺大五郎（元関脇・高見山）（#17）
- 16代振分（元小結・高見盛）（#18）
- KONISHIKI（元大関・6代小錦）（#19）
- 花田虎上（元横綱・3代若乃花）（#20）
- 松村邦洋（#21）
- 鶴竜（#22。当時は現役）
- 塙宣之（ナイツ）（#23）
- 久志本眞子（#24）
- 槙原寛己（#25）
- 北の富士勝昭（元横綱・北の富士）（#26）
- 見栄晴（#27）
- 柴田理恵（#28）
- 野村義男（#29）
- 中村玉緒（#30）
- 朝乃山（#31）
- 池波志乃（#32）
- 刈屋富士雄（#33）
- 大鷲透（#35）
- 松井博（元・特等床山・床松)（#36）
- 川崎憲次郎（#38）
- 13代湊川（元小結・大徹)（#39）
- 明生（#40）
- 中村真衣（#41）
- 12代大山（元・大飛）（#42）

## 登場力士
カッコ内は放送時の年寄名。記載なしは放送時点で非協会員。
1. 寺尾常史（20代錣山）
2. 水戸泉政人（10代錦戸）
3. 舞の海秀平
4. 栃東知頼
5. 鷲羽山佳和
6. 旭道山和泰
7. 増位山太志郎
8. 栃乃和歌清隆（11代春日野）
9. 智ノ花伸哉（18代玉垣）
10. 長谷川勝敏
11. 高見盛精彦（16代振分）
12. 安芸乃島勝巳（9代高田川）
13. 琴風豪規（8代尾車）
14. 麒麟児和春（19代北陣）
15. 藤ノ川武雄
16. 益荒雄広生（12代阿武松）
17. 富士櫻栄守
18. 高見山大五郎
19. 霧島一博（9代陸奥）
20. 琴錦功宗（19代朝日山）
21. 豊真将紀行（19代立田川）
22. 逆鉾昭廣（15代井筒）
23. 三杉里公似
24. 旭天鵬勝（11代友綱）
25. 千代大海龍二（14代九重）
26. 白田山秀敏
27. 貴闘力忠茂
28. 琴ヶ梅剛史
29. 若翔洋俊一
30. 安美錦竜児（8代安治川）
31. 4代朝潮太郎（7代高砂）
32. 神幸勝紀
33. 若乃花勝
34. 天龍源一郎
35. 大鷲平
36. 臥牙丸勝
37. 琴奨菊和弘（14代秀ノ山）
38. 嘉風雅継（13代中村）
39. 大善尊太（9代富士ヶ根）
40. 旭豊勝照（7代立浪）
41. 豪風旭（22代押尾川）
42. 魁輝薫秀（5代大島）

## スタッフ
- 演出・プロデューサー：熊谷太助（フジテレビ）
- プロデューサー：菅野貴志
- 構成：天野敏宏
- ディレクター：池田靖
- AP：鈴木仁美
- AD：田村要
- 制作協力：ビーブレーン
- 協力：日本相撲協会
- ナレーション：塙宣之
- 技術協力：池田屋、イマジカ
- 音響効果：ZACK
- MA：高野博臣
- 編集：峯村憲輝
- VE：中村寿昌
- CAM：菊池守、安達良
- 編成企画：福本洋